# Arianna Szörényi
Arianna Szörényi (Fiume, 18 aprile 1933) è una superstite dell'Olocausto e scrittrice italiana, di origine ebraica, autrice di memorie sulla sua esperienza di sopravvissuta al campo di concentramento di Auschwitz e testimone della Shoah italiana.
(Arianna Szörényi)

## Biografia
Arianna Szörényi nasce a Fiume (allora italiana) da Adolfo Szörényi e Vittoria Pick il 18 aprile 1933 in una famiglia di origine ebraica, ma con madre di religione cattolica. Il padre ungherese, vedovo con quattro figli, lavora come capo contabile nelle banca italo-ungherese della città di Fiume, dove conosce la seconda moglie, e madre di Arianna, impiegata nella stessa banca. I due si sposano nel 1917. Dal loro matrimonio nascono otto figli: Edith (n.1917), Stella (n.1919), Daisy (n.1921), Alessandro (n.1923), Carlo (n.1925), Rosalia (n.1927), Lea (n.1929) e Arianna (n.1933). Nel 1935 tutti i figli vengono battezzati con rito cattolico. In famiglia vengono cresciuti secondo i principi cattolici. Nel 1938 il padre viene licenziato a causa delle leggi razziali fasciste, e per tale motivo non troverà più lavoro. Per la famiglia inizia quindi un periodo di ristrettezze economiche.
Edith, la sorella più grande, sposa un ufficiale italiano e va a vivere a San Daniele del Friuli. Ed è proprio in questa cittadina che tutta la famiglia Szörényi sceglie di trasferirsi nell'ottobre del 1943 per sfuggire ai bombardamenti che colpiscono Fiume e alle persecuzioni razziali. La famiglia Szörényi viene ben presto apprezzata e conosciuta, anche per aver evitato la cattura di persone accusate ingiustamente. Il padre ed i due fratelli maggiori, Alessandro e Carlo, trovano lavoro nel vicino paese di Osoppo. Mentre la sorella Stella, che a Fiume aveva studiato lingue e frequentato le magistrali, viene impiegata presso il municipio di San Daniele a Friuli. Traditi da un delatore, un impiegato del comune dove lavora Stella, il 16 giugno 1944 tutti i Szörényi vengono prelevati e portati prima ad Udine e poi a Trieste alla Risiera di San Sabba.
Arianna trascorre sei giorni nel campo di sterminio triestino: lì condivide la prigionia con due altri coetanei che come lei sopravviveranno al campo di Auschwitz, Luigi Ferri e Loredana Tisminieszky. Il 21 giugno 1944 la famiglia Szörényi è deportata ad Auschwitz-Birkenau. All'arrivo gli uomini (il padre e i due fratelli) vengono separati dalle donne. Arianna è la più piccola, ha soli 11 anni ma all'inizio viene aggregata alle donne con il numero di matricola 89219. Verso la fine di settembre una selezione più accurata la destina al "Kinderblock", la baracca dei bambini, separandola anche dalla madre e dalle sorelle. Arianna le vedrà attraverso la rete che separa i blocchi e un'ultima volta, da lontano, riuscendo a far avere loro un biglietto grazie all'aiuto di Luigi Ferri che è impiegato al campo come portaordini dell'infermeria.
Nel dicembre del 1944 con l'avvicinarsi del fronte, comincia l'evacuazione dal campo. Arianna è inserita con un gruppo di prigionieri nella "marcia della morte" che li conduce dopo tre giorni di viaggio al Campo di concentramento di Ravensbrück e quindi a Bergen-Belsen. Qui viene liberata dagli alleati il 15 aprile 1945 e ricoverata nell'ospedale militare inglese, dove devastata nel fisico - malata di tifo petecchiale, con un principio di TBC, il piede destro congelato e i polmoni colpiti dalla pleurite - rimane ricoverata per cinque mesi. Il 19 settembre 1945 viene rimpatriata in Italia per proseguire le cure prima nell'ospedale militare Aosta di Merano e dopo pochi giorni in quello di Udine. Dei 776 bambini ebrei italiani di età inferiore ai 14 anni deportati ad Auschwitz, Arianna è tra i soli 25 sopravvissuti.
L'anno successivo, dopo essere stata curata, torna a S. Daniele del Friuli dalla sorella Edith. Dei suoi familiari dai campi di sterminio è tornato vivo soltanto il fratello Alessandro, liberato a Buchenwald il 5 maggio 1945. Dopo un anno trascorso con la sorella, Arianna entra nell'orfanotrofio delle "Ancelle della carità" a S. Daniele del Friuli e vi resta fino al 1952. Nonostante il parere contrario delle suore, durante la permanenza in orfanotrofio continua gli studi e consegue il diploma di Avviamento Professionale. Alla fine del 1952, la sorella Edith - sua tutrice - la porta a Milano dove si è nel frattempo trasferita. Per mantenersi trova lavoro presso La Rinascente prima come commessa e poi come impiegata negli uffici amministrativi. Nel 1960 si sposa ed ha tre figli. 
Nel dopoguerra scrive un diario accurato della sua esperienza (pubblicato poi nella sua interezza solo nel 2014). Fatta eccezione per Luigi Ferri che rilascia la sua testimonianza all'indomani stesso della Liberazione da Auschwitz di fronte ad una commissione d'inchiesta a Cracovia, Arianna è la prima bambina deportata dall'Italia a testimoniare in età adulta. Comincia a rilasciare interviste già negli anni settanta con un articolo comparso sull'Unità dell'11 marzo 1976, in occasione del processo per i crimini alla Risiera di San Sabba.
Da allora si rende disponibile a raccontare spesso la sua esperienza. La sua testimonianza è raccolta nel 1986 da Teodoro Morgani, nel 1994 da Mimma Paulesu Quercioli, e quindi nel 1997 da Lidia Beccaria Rolfi e Bruno Maida.
Nel 2009 la voce di Arianna Szörényi viene inclusa nel progetto di raccolta dei "racconti di chi è sopravvissuto", una ricerca condotta tra il 1995 e il 2008 da Marcello Pezzetti per conto del Centro di documentazione ebraica contemporanea che ha portato alla raccolta delle testimonianze di quasi tutti i sopravvissuti italiani dai campi di concentramento allora ancora viventi.
A febbraio del 2014, presenta il suo diario con la pubblicazione intitolata Una bambina ad Auschwitz che racconta nei dettagli la storia della sua deportazione con interventi della storica Liliana Picciotto del CDEC e dello scrittore Dario Venegoni dell'ANED.
Il 7 febbraio del 2020 accanto alla porta di ingresso della casa dove visse Arianna Szörényi a San Daniele del Friuli è comparsa una croce uncinata tracciata con un pennarello nero . Nelle ore successive la svastica è stata coperta con un cuore rosso di cartone, e manifestazioni di solidarietà hanno avuto luogo nei pressi dell'abitazione.

## Opere
- Mario Bernardi (a cura di), Una bambina ad Auschwitz, Milano, Mursia, 2014, ISBN 978-88-425-4866-9.